# Raasdorf (Greiz)
Raasdorf ist ein Stadtteil von Greiz im Landkreis Greiz in Thüringen.

## Lage
Raasdorf liegt östlich der Stadt Greiz auf einem Hochplateau des Thüringer Schiefergebirges etagenmäßig über der Elsteraue mit seiner Gemarkung zwischen dem Ostende der Stadt Greiz und dem Ortsteil Mohlsdorf an der Raasdorfer Straße in einer ländlichen Umgebung. Die Flur von Raasdorf ist an Hängen und Etagen der Ebene bestrüppt oder mit Bäumen bewachsen. Gartenanlagen unterbrechen den Raum. Die durchschnittliche Höhe beträgt 365 Meter über NN.

## Geschichte
Am 23. Mai 1449 wurde der Ort erstmals urkundlich erwähnt. 2012 lebten im Ortsteil 310 Einwohner.
Eingemeindet wurde das Dorf in die Stadt Greiz am 1. Oktober 1922. Raasdorf ist einer der kleinsten Greizer Vororte. Er ist in fünf Autominuten erreichbar. Gewerbebetriebe haben sich angesiedelt. Es gibt auch einen Landschaftsbau.